# Paulita Pappel
Paulita Pappel (Madrid, 13 de dezembro de 1987) é uma cineasta, guionista e coordenadora de intimidade espanhola, radicada em Berlim, Alemanha. Fundadora da Lustery, site dedicado ao porno amador, e da HARDWERK, uma produtora independente, é também administradora do Pornfilmfestival de Berlim.

## Biografia

### Origens e formação académica
Pappel nasceu em Madrid, Espanha, em 1987. Criada como feminista, desde muito cedo sentiu fascínio pela pornografia. Em 2005, Pappel terminou os seus estudos e mudou-se para a Alemanha. Alimentava o sonho de ser uma estrela porno, tendo abandonado Espanha por se sentir limitada pela sua idiossincrasia fascista católica. Pappel frequentou a Universidade Livre de Berlim, onde estudou literatura comparada, tendo obtido a sua licenciatura em 2013.

### Carreira
Durante a sua estadia na UL de Berlim, Pappel descobriu o feminismo queer positivo e envolveu-se na comunidade feminista queer de Berlim. As suas convicções políticas levaram-na a desafiar os tabus e estigmas sociais relativos à sexualidade, tendo começado a atuar em filmes pornográficos feministas queer como ato de ativismo. Pappel trabalhou em diversas produções feministas queer, como Share (2010), de Marit Östberg, e Mommy Is Coming (2012), de Cheryl Dunye. Também participou em diversos filmes da série XConfessions, criada por Erika Lust.
A partir de 2015, Pappel foi produtora e realizadora de várias produções. Participante ativa na comunidade porno feminista queer de Berlim, é considerada um ícone da cultura do porno alternativo. É defensora de uma cultura sexual positiva e de consentimento. Pappel coorganiza e administra o Pornfilmfestival de Berlim. Em 2016, Pappel fundou a Lustery.com, uma plataforma dedicada às vidas sexuais de casais reais de todo o mundo, que as filmam e partilham com a comunidade. Em 2020, Pappel fundou a HARDWERK, uma produtora cinematográfica, assim como o site hardwerk.com, uma plataforma de feminismo sexualmente positivo dotada de uma vasta biblioteca de vídeos pornográficos.

## Filmografia selecionada

### Atriz
- 2010:	Share	(Dir.: Marit Östberg)
- 2012:	Hasenhimmel	(Dir.: Oliver Rihs)
- 2012:	Mommy Is Coming	(Dir.: Cheryl Dunye)
- 2013:	Space Labia	(Dir.: Lo-Fi Cherry)
- 2014:	XConfessions Vol. 3	(Dir.: Erika Lust)
- 2014:	Magic Rosebud	(Dir.: Roberta Pinson/Lavian Rose)
- 2014:	Performance	(Dir.: Hanna Bergfors/Kornelia Kugler)
- 2015:	When we are together we can be everywhere	(Dir.: Marit Östberg)
- 2016:	XConfessions Vol. 6	(Dir.: Erika Lust)
- 2018:	XConfessions Vol. 12	(Dir.: Poppy Sanchez)
- 2019:	Instinct	(Dir.: Marit Östberg)
- 2019:	Eva Sola	(Dir.: Lara Rodriguez Cruz)
- 2019:	The Intern – A Summer of Lust	(Dir.: Erika Lust)

### Diretora / Produtora
- 2016:	Female Ejaculation
- 2016:	Birthday Surprise
- 2016:	The Tinder Sex Experiment
- 2016:	Lustery
- 2017:	Refugees Welcome
- 2017:	Meanwhile in a parallel universe
- 2017:	The Toilet Line
- 2018:	It Is Not The Pornographer Who Is Perverse..
- 2019:	Bride Gang
- 2019:	Gang Car Gang
- 2019:	Ask me Bang
- 2020:	Labyrinth Gang
- 2020:	Kill Gang
- 2020:	Hey Siro
- 2020:	Hirsute
- 2020:	Masquerade of Madness
- 2021:	Even Closer / Hautnah
- 2021:	Ask me Bang Delfine
- 2021:	Hologang
- 2022:  FFMM straight/queer doggy BJ ORAL organsm squirting ROYALE (gebührenfinanziert)